# Lijst van burgemeesters van Zedelgem
Dit is een lijst van burgemeesters van Zedelgem, een gemeente in de Belgische provincie West-Vlaanderen.
- 1792-    : Jacques Respeel (1755- ), (Meyer)
- 1796-1797: Petrus Respeel (1752-1833), (Meyer)
- 1797-1799: Joseph Adriaens (1757-1844), (Meyer)
- 1799-1800: Joannes Franciscus Vyncke (1768 - 1806)
- 1800-1812: Joseph Adriaens (1757-1844)
- 1813-1815: Marcus De Meulenaere (1776-1845)
- 1815-1830: Ludovicus Colpaert
- 1830-1854: Franciscus Hatse (1795-1854)
- 1855-1879: Joseph Lievens (1801-1883)
- 1879-1881: Camille de Vrière (1838-1889)
- 1882-1884: August Adriaens (1847-1919)
- 1885-1903: Francis Naeyaert (1822-1903)
- 1903-1914: Charles Lievens (1836-1914)
- 1919-1921: Henri Demuyt (1850-1928)
- 1921-1926: Achiel Rommel (1877-1963)
- 1927-1932: Leon Demuyt (1899-1973)
- 1933-1946: Joseph Berquin (1905-1964)
- 1947-1976: Joseph Lievens (1901-1994)
- 1977-1983: Frans Claeys (1927-1998)
- 1983-1989: Guido De Sutter (1937-1992)
- 1989-1994: Roland Packo (1929-2019)
- 1995-2012: Hilaire Verhegge (1937-2019) (Nieuw)
- 2013-2014: Patrick Arnou (1958-)
- 2015-heden: Annick Vermeulen (1967-)

Brussels Hoofdstedelijk Gewest:
Anderlecht · 
Brussel

Vlaanderen:
Aalst · 
Aarschot · 
Antwerpen · 
 Asse · 
Beernem · 
Bertem · 
Blankenberge · 
Brugge · 
Damme · 
De Haan · 
De Panne · 
Deerlijk · 
Deinze · 
Eeklo · 
Evergem · 
Galmaarden · 
Geraardsbergen · 
Gent · 
Halle · 
Hasselt · 
Herent · 
Herk-de-Stad · 
Herzele · 
Heusden-Zolder · 
Houthalen-Helchteren · 
Ichtegem · 
Kaprijke · 
Knokke-Heist · 
Kortemark · 
Kortenberg · 
Kortrijk · 
Leuven · 
Lichtervelde · 
Lievegem · 
Lokeren · 
Maldegem · 
Mechelen · 
Moerbeke-Waas · 
Ninove · 
Oostende · 
Oostkamp · 
Poperinge · 
Roeselare · 
Ronse · 
Sint-Lievens-Houtem · 
Sint-Niklaas · 
Sint-Truiden · 
Temse · 
Tielt · 
Tienen · 
Tongeren · 
Torhout · 
Veurne · 
Waregem · 
Wellen · 
Wetteren · 
Wichelen · 
Zaventem · 
Zedelgem · 
Zele · 
Zonhoven · 
Zottegem

Wallonië: 
Charleroi · 
's-Gravenbrakel · 
Morlanwelz · 
Ophain-Bois-Seigneur-Isaac